# 彗星来的那一夜
《彗星来的那一夜》（英語：Coherence）是一部美国科幻驚悚电影，为导演詹姆斯·沃德·布柯特的处女作，在2013年9月19日于奇幻电影节首映，主要讲述主演艾米丽·芭尔多尼必需面对彗星出现后的奇怪经历。

## 剧情
在米勒彗星经过的夜晚，八位朋友在北加利福尼亞州的已婚夫妇迈克和李的家中重聚，共进晚餐。其中一位客人艾米丽正在犹豫是否要陪伴男友凯文前往越南进行一趟长期商务旅行。
令众人不悦的是，他们的朋友阿米尔带来了劳丽。劳丽是凯文的前女友，她在聚会上举止轻浮，试图勾引凯文，想要挽回这段感情。
晚餐时，艾米丽的好友贝丝和劳丽之间的敌意让气氛变得紧张，尤其是在劳丽故意提及艾米丽错失的芭蕾舞角色，暗示她因优柔寡断而错失良机。
突然，房子停電了。迈克和李拿来蜡烛，并拿出几盒不同颜色的螢光棒来照明。朋友们各自拿了一根蓝色的荧光棒，然后走到外面，看到彗星正从头顶划过。整个街区都陷入黑暗，唯独有一栋房子仍然亮着灯。众人回到屋内时，发现有一个玻璃杯碎了，但没人记得是谁打碎的。贝丝的丈夫休和阿米尔决定前往那栋亮灯的房子借用电话，因为休的兄弟曾嘱咐他，如果发生任何异常情况，一定要给他打电话。
休和阿米尔回来时，脸上都带着伤痕，并且带回了一个盒子。盒子里装着一个乒乓球拍和几张照片，照片上是他们所有人，其中一张阿米尔的照片显然是当晚拍摄的，背面还都写着数字。休惊恐地说，他在那栋房子里看到了一张摆好的餐桌，上面放着八套餐具。众人这才意识到，那栋房子是他们所处房子的另一个版本。艾米丽试图从照片背后的数字中找出某种规律，但未能成功。
休决定给另一栋房子留下一张字条，然而他还没来得及去放，房门外突然有人钉上了一张一模一样的字条。艾米丽、凯文、迈克和劳丽决定一起前往另一栋房子，他们拿着荧光棒作为照明。在途中，他们遇到了一群与自己一模一样的人，只不过对方手持红色荧光棒，而非蓝色。两个小队见到彼此后，纷纷惊恐逃回自己的房子。
休回到车里取出他物理学家兄弟的书，书中解释了“量子退相干”理论。他们推测彗星的影响导致了现实的分裂，并且其中一个现实在彗星离开后将会坍縮。他们推測，黑暗中的某个区域是一个“通道”，穿过它会将人带入另一个现实的房子。他们讨论如何应对另一栋房子的人。迈克情绪激动，开始狂饮，并考虑在他们被对方攻击之前，先下手为强，杀死他们的替身。他最终决定用一张字条威胁另一栋房子的自己，不让对方接触那本书。
此时，众人意识到休和阿米尔已经不是他们的休和阿米尔，而是来自另一栋房子的人。当两人带着盒子离开后，不久又返回，手里拿着蓝色荧光棒，并告诉大家他们在另一栋房子里发现了两张字条。众人逐渐意识到，不止有两个现实，而是有许多个平行现实。贝丝看到劳丽在走廊里亲吻凯文，情绪激动。与此同时，有人砸碎了休的车窗。艾米丽回到自己的车里，试图取回凯文送给她的戒指。凯文走过来与她交谈，但艾米丽很快意识到，眼前的凯文并不是来自她原本的现实。
艾米丽回到屋内，众人决定创建一个独特的盒子，以确保所有人都来自同一个现实。他们掷骰子决定编号，重新制作了一个装有照片的盒子，并添加了一个随机选择的物品。经过仔细核对，艾米丽发现只有从未离开房子的李和贝丝是这个房子原本的居民；她自己、凯文和劳丽来自另一个现实；休和阿米尔在去打电话后进入了第三个现实；而迈克则是在独自出门后，来自第四个现实。此时，情况进一步恶化。用来威胁迈克的字条被送了回来，暴露了他与贝丝之间的婚外情。此时，另一个迈克闯入房子，试图杀死自己的替身，使众人惊恐万分。
艾米丽看到凯文安慰劳丽，心灰意冷，离开了房子。她在多个平行现实的房子间穿梭，发现许多房子里的情况比自己所在的更糟。最终，她找到一个现实，她的替身并未察觉现实已经分裂，并且与凯文的关系依然美满幸福。艾米丽砸碎了休的车窗，吸引所有人离开屋子，然后趁机伏击了这个现实的自己，并用贝丝的愷他命将其迷晕。随后，她取代了自己的替身，在彗星破碎时回到了屋内。但她的替身在屋里苏醒，两人再次发生冲突。由于自己的戒指在混战中丢失，艾米丽便夺走了替身的戒指。艾米丽回到客厅，最终昏倒在地。
第二天早晨，艾米丽在沙发上醒来，发现其他人并未察觉异常，而她的替身也消失无踪。她和凯文在屋外交谈，凯文温柔地将戒指还给她，说他在浴室的地板上捡到的。然而，凯文的手机突然响起，他看着屏幕说这个电话是从她的号码打来的。艾米丽默默地低头看着自己手中的两枚戒指，凯文接電話時，两人面無表情地互相看著對方。

## 演员角色[5][6]
| 演员                             | 角色         |
| -------------------------------- | ------------ |
| 艾米丽·芭尔多尼 Emily Baldoni    | 艾米丽 Emily |
| 莫瑞·史特林 Maury Sterling       | 凯文 Kevin   |
| 尼古拉斯·布倫登 Nicholas Brendon | 迈克 Mike    |
| 劳伦·斯卡法莉娅 Lorene Scafaria  | 李 Lee       |
| 伊丽莎白·格瑞斯 Elizabeth Gracen | 贝丝 Beth    |
| 雨果·阿姆斯特朗 Hugo Armstrong   | 休 Hugh      |
| 亚历克斯·马努吉安 Alex Manugian  | 阿米尔 Amir  |
| 劳伦·马赫 Lauren Maher           | 劳丽 Laurie  |

## 外部連結
- 官方网站
- 互联网电影数据库（IMDb）上《彗星来的那一夜》的资料（英文）
- Box Office Mojo上《彗星来的那一夜》的資料（英文）
- Metacritic上《彗星来的那一夜》的資料（英文）
- 爛番茄上《彗星来的那一夜》的資料（英文）
- AllMovie上《彗星来的那一夜》的资料（英文）
- 豆瓣电影上《彗星来的那一夜》的資料 （简体中文）
- 时光网上《彗星来的那一夜》的資料（简体中文）